# Holochlora nigrotympana
Holochlora nigrotympana är en insektsart som beskrevs av Sigfrid Ingrisch 1990. Holochlora nigrotympana ingår i släktet Holochlora och familjen vårtbitare. Inga underarter finns listade i Catalogue of Life.